# Aenictus philippinensis
Aenictus philippinensis är en myrart som beskrevs av Chapman 1963. Aenictus philippinensis ingår i släktet Aenictus och familjen myror. Inga underarter finns listade i Catalogue of Life.